# 金沢元町教会
金沢元町教会（かなざわもとまちきょうかい）は、石川県金沢市にある日本基督教団の教会。
1886年（明治19年）10月19日、日本基督教団金沢教会の信徒13名が設立した。初代牧師は長尾巻が就任する。1889年（明治22年）4月に会堂を設立する。迫害が激しく、投石を防ぐために、ガラス窓に金網が張られた。
1947年（昭和22年）に岩井修二牧師を中心として平和町教会（現・若草教会）が設立された。
1953年（昭和28年）10月に彦三町の木工場を改築して転居し、金沢彦三教会と改称する。1956年（昭和31年）12月、創立70年記念事業として横山町伝道所を開設する。
1975年（昭和40年）12月、現在地の元町に会堂を建設して移転し、金沢元町教会と改称する。

## 歴代牧師
- 長尾巻
- 毛利官治
- 戸田忠厚 (1905年-1911年)
- 中村慶治
- 宮庄道夫
- 麻生隆義
- 岩井修二